# VirtualBox
是由德國軟體公司出品的自由及开放源代码的虛擬機器軟體，現則由甲骨文公司（英語：Orcale Corporation）進行開發，是甲骨文公司xVM虛擬化平臺技術的一部份。VirtualBox支持在32位元或64位元的Windows、Solaris及Linux作業系統上虛擬其它x86的作業系統。使用者可以在VirtualBox上安裝並且執行Solaris、Windows、DOS、Linux、OS/2 Warp、OpenBSD及FreeBSD等系統作為客戶端作業系統。
與同性質的VMware及Virtual PC比較下，VirtualBox獨到之處包括遠端桌面協定（RDP）、iSCSI及USB的支援，VirtualBox在客戶機作業系統上已可以支援USB 3.0的硬體裝置，不過要安裝Virtualbox Extension Pack。

## 歷史
VirtualBox最初是以專有軟體協議的方式提供。2007年1月，InnoTek以GNU通用公共許可證（GPL）釋出VirtualBox而成為自由軟體，並提供二進位版本及開放原始碼版本的程式碼。
而在2008年2月，InnoTek軟體公司由昇陽電腦公司所併購。在2010年1月，甲骨文公司完成对昇陽電腦公司的收购。

## 
能夠安裝多個客戶端作業系統，每個客戶端系統皆可獨立開啟、暫停與停止。主端作業系統與客戶端作業系統皆能相互通訊，多個作業系統同時運行的環境，也彼此能夠同時使用網路。

### 硬件支持
- VirtualBox支持Intel VT-x與AMD-V硬體虛擬化技術。
- 硬碟被在一個稱為虛擬磁碟映像檔（Virtual Disk Images）的特殊容器，目前此格式不相容於其它虛擬機平臺運行，通常作為一個系統檔存放在主機端操作系统。VirtualBox能夠連結iSCSI，且能在虚拟硬盘上運作，此外VirtualBox可以讀寫VMware VMDK檔與VirtualPC VHD檔。
- ISO映像檔可以被掛載成CD/DVD裝置，例如下載的Linux發行版DVD映像檔可以直接使用在VirtualBox，而不需燒錄在光碟片上，亦可直接在虛擬機上掛載實體光碟機。
- 預設上VirtualBox提供了一個支援VESA相容的虛擬顯示卡，與一個供Windows、Linux、Solaris、OS/2客戶端系統額外的驅動程式（guest addition），可以提供更好的效能與功能，如當虛擬機的視窗被縮放時，會動態的調整解析度。在4.1更支援WDDM相容的虛擬顯示卡，令Windows Vista及Windows 7可以使用Windows Aero。
- 在音效卡方面，VirtualBox虛擬一個Intel ICH AC97音效卡與SoundBlaster 16 聲霸卡。
- 在乙太網介面卡方面，VirtualBox虛擬了數張網路卡：AMD PCnet PCI II、AMD PCnet-Fast III、Intel Pro/1000 MT Desktop、Intel Pro/1000 MT Server、Intel Pro/1000 T Server。
- VirtualBox亦可模拟UEFI固件，但是，该UEFI固件不支持部分版本的Windows系统。

## 特色
- 支援64位元客戶端作業系統，即使主机使用32位CPU（6.0版後主機僅支援64位元作業系統）；[6]
- 支援SATA硬碟NCQ技術；
- 虛擬硬碟快照；
- 無縫視窗模式（須安裝客戶端驅動程式）；
- 能夠在主機端與客戶端共享剪貼簿（須安裝客戶端驅動）；
- 在主機端與客戶端間建立分享資料夾（須安裝客戶端驅動）；
- 內建遠端桌面伺服器；
- 支援VMware VMDK磁碟檔及Virtual PC VHD磁碟檔格式；
- 3D虛擬化技術支援OpenGL（2.1版後支援）、Direct3D（3.0版後支援）、WDDM（4.1版後支援）；
- 最多虛擬32顆CPU（3.0版後支援）；
- 支援VT-x與AMD-V硬體虛擬化技術；
- iSCSI支援；
- USB與USB2.0支援。

## 外部連結
- 官方网站